# Pakiet internetowy
Pakiet internetowy – pakiet powiązanych programów komputerowych służących do korzystania z usług internetowych.

## Składniki
Nieodzownym składnikiem pakietu internetowego jest przeglądarka stron WWW. Pozostałe składniki poszczególnych pakietów internetowych są zróżnicowane. Najczęściej występującymi dodatkowymi składnikami pakietów internetowych są: klient poczty elektronicznej (wraz z czytnikiem kanałów oraz książką adresową), klient Usenetu, klient IRC, menedżer pobierania plików.
Dodatkowymi składnikami mogą być również: edytor HTML, komunikator internetowy, klient BitTorrent, środowisko dla widżetów, notes elektroniczny, czy zewnętrzna aplikacja do słuchania radia przez Internet.

## Przykłady
- Arachne
- Cyberdog
- Cyberjack
- Gnuzilla
- IceApe
- Netscape Navigator, Netscape Communicator, Netscape
- Minuet
- Mozilla Application Suite, SeaMonkey
- Opera